# Jurassic Park (franchise)
Pour les articles homonymes, voir Jurassic Park (homonymie).
Jurassic Park (« Le parc jurassique ») est une franchise médiatique de science-fiction américaine décrivant dans un monde contemporain la recréation des dinosaures par biotechnologie par les hommes, leur projet d'exploitation comme parc d'attractions et les conséquences de ces choix ainsi que de leurs actes. Il s'agit d'un univers célèbre de la culture populaire, à côté d'autres univers comme celui de Star Wars ou bien de Marvel.
La franchise est créée à partir du premier roman du même nom de Michael Crichton, publié en 1990. La franchise connait un second souffle sous le titre « Jurassic World » en 2015, avec notamment une seconde trilogie cinématographique, commencée avec le long métrage Jurassic World.

## Univers
(juin 2022).
- Si vous ne connaissez pas le sujet, laissez ce bandeau (vous pouvez alors contacter les auteurs).
- Si vous supprimez le contenu mis en cause (vous pouvez préalablement contacter les auteurs),

argumentez précisément cette suppression dans la page de discussion
(un manque de référence n'est pas un argument ; une recherche réelle de référence doit avoir été effectuée, être formellement documentée).
Ce qui suit est un résumé global en prenant en compte les informations des deux œuvres originales (voir en dessous, troisième section).
L'action se situe à l'époque contemporaine (des années 1980 à aujourd’hui, toutes chronologies confondues) où une société biotechnologique nommé InGen (International Genetic Technologies) dirigé par un vieil homme du nom de John Hammond, un riche entrepreneur. Celui-ci parvient à réaliser l'exploit de ramener à la vie des dinosaures, par clonage en ayant trouvé, récupéré et prélevé de l'ADN sur des fossiles, mais surtout dans des moustiques préhistoriques piégé dans de l'ambre fossilisé, grâce à des méthodes de pointes. Il prévoit de les utiliser comme attraction vivante dans un parc à thème sur une île lointaine au large du Costa Rica, en Amérique Centrale, à leur avantage et aussi afin de créer le parc le plus original du monde. Les dinosaures étant créés sur une autre île nommé le Site B, Isla Sorna, l'une des cinq îles d'un archipel nommé Las Cinco Muertes (autrement dit Les Cinq Morts, composé : d'Isla Pena, Muerta, Matanceros, Tacanos et Sorna), avant d’être transférés vers l’île principale Isla Nublar, où quelques dinosaures sont aussi créés sur place pour le parc. Afin de maintenir les animaux sous contrôle constant pour éviter tout possible accidents, des mesures de sécurité sévères et des interventions sur la biologie même des créatures, sont mises en places par les ingénieurs en chef, Ray Arnold et le Dr. Henry Wu. Malgré cela les bêtes préhistoriques parviennent à contourner toutes les préventions, à s'échapper de leur enclos puis à semer la terreur et la mort dans le parc, au moment même où des experts (le mathématicien Ian Malcolm, les paléontologues Alan Grant et Ellie Sattler, l'avocat Donald Gennaro et les petits enfants de Hammond, Lex et Tim), sont invités sur l’île par le vieil homme afin d'obtenir leur accords pour ouvrir le parc qui était presque terminé (quelques incidents ayant commencé à se faire sentir). Les évasions et prises de contrôle des créatures sont facilitées par un employé, Denis Nedry, acheté par une société rivale (Biosyn : Genetic Biosyn Corporation), dont fait partie Lewis Dodgson qui l'a embauché. Il désactive l'électricité dans tout le parc afin de voler des échantillons de chaque espèce pour que la société rivale, ayant deviné le secret d'InGen, puisse créer ses propres dinosaures à son profit. Du fait de l'accident résultent beaucoup de morts et les survivants quittent l’île en ayant tout fait pour empêcher les créatures de rejoindre le continent. Tandis que l’île principale ainsi que les dinosaures sur le Site B sont abandonnés à eux-mêmes, le gouvernement tente du mieux qu'il peut de cacher l'existence de tout cela au public. Le Site B, quant à lui est par la suite le lieu de plusieurs intrigues portant sur sa particularité.
Les dinosaures, étant le thème principal de l'univers, mais aussi d'autres créatures éteintes ayant vécu à leur côté également ressuscitées (comme les ptérosaures), occupent une place centrale. Ils y tiennent le rôle d’objets de curiosités, d’êtres extraordinaires, voire mythiques, doués de capacités et d'aptitudes d'adaptation à grande épreuve, avec une once de mystère les concernant, mais aussi d'antagonistes sérieux. Cependant, si ces créatures sont plusieurs fois montrées comme une menace potentielle envers l'homme, il est toujours rappelé qu'elles n'agissent et se comportent de manière naturelle, tels des animaux normaux et que leur comportement, parfois dangereux, s'explique de façon simple (protection d'un jeune, défense d'un territoire, etc.). Malgré toutes les analyses envisageables, le propos dénonce vraiment le rôle de l'Homme qui est à l'origine des problèmes causés par ces créatures, dont il est pourtant la victime. Le véritable antagoniste dans tout ce qui se passe n'est en réalité autre que lui-même, vu qu'il est lui-même l'instigateur de la création des dinosaures. Toutes les conséquences qui s'ensuivent, ont comme point commun d’être justement le résultat de ses actes. D'une certaine manière, le message global donné au spectateur est une incitation à ce que l'homme soit responsable de ses actes et de ses choix pour lui et son entourage.
L'univers est aussi marqué, autant dans les romans que dans les films, par un certain aspect religieux. En effet, les nombreux protagonistes évoquent souvent au cours de leurs péripéties Dieu et ses pouvoirs sur le monde. L'exploit des scientifiques de faire ressusciter des dinosaures est ainsi vu par certains comme un miracle, mais aussi comme un acte allant à l'encontre de la volonté divine. D'une certaine manière, les initiateurs du retour des dinosaures "jouent" et utilisent les lois de la nature, que seul le Tout-puissant peut utiliser en temps normal. De fait ils se comparent avec le Créateur pour ramener à la vie les animaux préhistoriques. Puis, selon les scénarios et en fonction de l'interprétation du lecteur, sont punis pour avoir osé utiliser ses pouvoirs, avoir usurpé sa place et son identité ou au moins s’être considéré ses égaux.  Ils se punissent également par eux-mêmes à travers les conséquences de leurs actes. Car ils ont utilisé les pouvoirs de Dieu, qu'ils ne savent pas utiliser comme il le faut, et cela finit par se retourner contre eux-mêmes, pendant que Dieu reste spectateur des événements. Il est aussi à noter que la Nature, voire la Terre elle-même et ses forces, sont aussi décrites comme une entité à part entière. Il est très clairement précisé que l'homme, malgré ce qu'il pense, ne maîtrise pas ou alors pas totalement ces dernières, qui existaient bien avant son apparition. La Terre existera bien après lui, car elle lui survivra, parce qu'il est rappelé à l'homme sa place dans l'existence et l'univers même. Son temps, comparé à celui de la terre, n'est qu'une brève apparition de quelques secondes.

## Les dinosaures et autres espèces
La liste ci-dessous mentionne toutes les espèces (que ce soit dinosaures, ptérosaures, créatures aquatiques ou créatures du Cénozoïque), hybrides inclus, apparaissant dans l'univers, que ce soit dans les romans, films, séries, comics ou jeux. Certaines sont même seulement mentionnées, sans apparaître une seule fois, tandis que d'autres sont des individus représentant leur espèce. La liste mentionne aussi les animaux normaux, donc actuels, avec lesquels ils interagissent. Elle intègre également des créatures surnaturelles de légendes, mentionnées par le public et des personnages superstitieux pour expliquer des phénomènes provoqués et lié aux dinosaures en liberté, y compris des maladies et plantes mentionnés, et enfin des créatures concepts imaginées pour les films mais non-retenues. Les dinosaures et les ptérosaures sont présents dès le premier roman de Crichton, tandis que les hybrides sont introduits pour la première fois dans une histoire du 5e numéro de la série de comics "Return to Jurassic Park". Ils sont ensuite intégrés de manière permanente avec un regain d'intérêt dans la seconde trilogie à partir du film Jurassic World de 2015. La première créature aquatique apparaît dans le numéro 2 de la série de comics "Jurassic Park: Redemption", mais cette catégorie est réellement introduite avec le jeu Jurassic Park III: Park Builder et le jeu mobile Jurassic Park Builder en 2012. Ce jeu introduit aussi par la même occasion dans l'univers les créatures Cénozoiques.
Il faut cependant savoir que certaines espèces apparaissent uniquement dans un seul jeu, en livre ou en jouet, avec parfois une seule et unique apparition. Certaines créatures non-identifiées apparaissent aussi de temps en temps dans la franchise, mais ne seront pas signalées dans cette liste.
Créatures concepts
- L'Excavaraptor : un type de raptor gris/bleu sombre ayant les griffes des pattes avant plus grosses et longues lui permettant de creuser, imaginé pour l'un des scénarios pour le film Jurassic Park 4/Jurassic World dans les années 2000.
- Le Malusaurus ou Malasaurus: un type de théropode, prototype de l'Indominus Rex durant le développement du quatrième film, gris à la tête rouge avec un voile sur le dos et une crête nasale pour son apparence première. A d'autres formes, dont une ressemblant plus à celui d'un gros carnivore comme le Giganotosaure. C'est une créature non hybride voulue comme étant une nouvelle espèce ayant réellement existé, originaire d'Asie, et recréée pour le parc.
- Le Raptor rouge : un raptor identique aux raptor oranges tigrés du second film, à la différence qu'il est rouge et non orange, avec les yeux vert, pensé pour le troisième film, un animatronique fut même réalisé mais remplacé par la variété vu dans le film. Il apparaît néanmoins dans le jeu "Jurassic Park III Island Attack" en tant que boss.
- Red (raptor) : un raptor belge au dos noir avec le dessus de la tête rouge, ressemblant aux raptors du troisième film, pensé durant le développement du quatrième film, prototype du personnage de Blue dans les films.
- Sujet V-2 (Subject V-2) : un raptor pensé pour être l'un de ceux montrés à l'écran dans le quatrième film, le cinquième membre du groupe de raptors, mais retiré du résultat final. Il a néanmoins été officialisé canoniquement, et était un raptor tellement agressif qu'il fut euthanasié.
- Le Super Raptor : un raptor plus fort, plus grand et plus dangereux pensé pour le second film, censé être un chef de meute, retiré du résultat final car trop effrayant.
- Le Doomsday Rex : un T-rex génétiquement modifié trois fois plus grand qu'un T-rex normal, avec deux têtes et quatre bras, prévu pour la seconde série animée annulée basée sur le deuxième film.
- Le Cerberex : un autre T-rex modifié, en fait la première forme du Doomsday Rex, prévu pour la seconde série animée annulée basée sur le deuxième film. Cette forme étant plus une abomination qu'autre chose, avec trois têtes et un corps semblable à une limace avec des tentacules.
- Le Grebnedu : une créature hybride prévue pour l’événement "Project Evilution" du parc Universal Studio Orlando et Hollywood en 2002. Une maquette, créé par l'artiste d'effets visuels Jim Udenberg (dont le nom de la créature n'est autre que le nom de famille de l'artiste à l'enver), fut faite mais non-utilisée. La créature est de couleur bleu turquoise-verte, semblant un mélange de plusieurs créatures marines, avec un bec de pieuvre, deux longues mandibules et deux voiles sur les côtés de la tête. On ignore l'apparence du reste du corps et si elle a une part de dinosaure en elle[1].
- Diabolus Rex ou D.rex : un des noms proposés et donnés à l'Indominus Rex avant d’être renommé en son nom actuel.
- Les Hommes-dinosaures : des hybrides mi-homme mi-dinosaures pensé à l'époque du troisième film pour la suite de la saga, mais abandonnés. Il y avait un Homme-raptor, un Homme-tricératops, et d'autres créatures dont une avec un bras mécanique muni d'une arme. Ils furent imaginés par un artiste nommé Carlos Huante pour des concepts sur l'un des scripts du quatrième film[2].
- Indoraptor blanc : Un Indoraptor aveugle de couleur blanche, prévu pour accompagner celui que l'on voit dans le cinquième film, la couleur étant probablement choisie pour faire un contraste entre les deux individus, mais finalement non retenu. Il avait aussi été prévu qu'ils se battent entre eux, le noir tuant le blanc, dans une idée inspirée de l'histoire de Caïn et Abel de la bible. Ce concept n'a pas été retenu non plus puisque déjà utilisé avec l'Indominus rex dans le quatrième film. D'autres formes prototypes de l'Indoraptor ont également été imaginées avant celle-ci, plus monstrueuses et abominables les unes que les autres.
- Le Robertosaurus rex : un T-rex génétiquement modifié, avec une pointe d'ADN de raptor, prévu en prototype pour une future série de jouet non affilié à aucun film de la franchise, qui ne vit pas le jour. Créé par le sculpteur Joe Laudati, pour Art Asylum, cet hybride, qui a l'apparence la moins hybride de la franchise, ressemble exactement à un T-rex normal, sous stéroïdes selon son concepteur, de couleur verte, hormis de petites crêtes au-dessus des yeux et une sorte de cuirasse sur le dos, et une dentition un peu désordonnée. Le nom de la créature vient du client qui l'avait commandé, mais fait probablement aussi une référence involontaire au vrai nom du T-rex femelle du premier film, Roberta, nommé par Phil Tippett[3].

## Romans
La franchise se fonde sur le roman de science-fiction techno-thriller de Michael Crichton Jurassic Park paru en 1990, le 17e de l'auteur. L'auteur conçoit la première ébauche de son futur roman en 1983, sous la forme d'un scénario de film dans lequel une technologie génétique permet de recréer un ptérosaure. Son ébauche deviendra l'histoire du roman après différentes réécritures réalisées pendant plusieurs années.
Crichton met en garde le lecteur contre les dangers des manipulations génétiques, la relation entre l'Homme et les espèces animales, et la violence d'une Nature pouvant reprendre ses droits à tout instant. Véritable best-seller à sa sortie, Jurassic Park a relancé l’intérêt du public pour les dinosaures, intérêt décuplé par l'adaptation cinématographique de Steven Spielberg en 1993. 
Michael Crichton publie en 1995 Le Monde perdu, son 20e roman et seule suite de l'œuvre précédente. L'auteur reprend le titre et l'idée très générale du roman de Conan Doyle paru en 1912, dans lequel un groupe de savants découvre un plateau isolé du reste du monde et où survivent plusieurs espèces disparues. Le roman est également adapté au cinéma par Steven Spielberg en 1997 sous le titre Le Monde perdu : Jurassic Park.
Le logo des romans sur les couvertures réutilisé pour les films, présentant un T-rex squelettique, fut imaginé par Chip Kidd en s'inspirant d'un squelette de Tyrannosaurus rex exposé à l'American Museum of Natural History puis d'une illustration d'un livre de la boutique de souvenir du musée,. L'inspiration du logo des romans pour les films fut facilité par la reconnaissance de Chip Kidd envers l'équipe Marketing du premier film pour vouloir utiliser son travail.

## Films
Une série de six films américains a été réalisée :
1. Jurassic Park (1993) par Steven Spielberg ;
2. Le Monde perdu : Jurassic Park (1997) par Steven Spielberg ;
3. Jurassic Park 3 (2000), réalisé par Joe Johnston ;
4. Jurassic World (2015), réalisé par Colin Trevorrow ;
5. Jurassic World: Fallen Kingdom (2018), réalisé par Juan Antonio Bayona ;
6. Jurassic World : Le Monde d'après (2022), réalisé par Colin Trevorrow;
7. Jurassic World : Renaissance (2025), de Gareth Edwards.

La saga a vu le jour avec le premier film, réalisé par Steven Spielberg, et est rapidement devenue culte. Les droits pour adapter le roman sur grand écran sont obtenus avant même la publication du livre, en mai 1990 par Universal Pictures. David Koepp et Michael Crichton se chargent du scénario, Stan Winston des effets spéciaux, notamment pour des animatroniques réalistes, John Williams est à la bande-son du film. Jack Horner est choisi comme conseiller paléontologue alors qu'Industrial Light & Magic, une filiale des studios Lucasfilm de George Lucas, se charge des images de synthèse.
Le roman étant trop long pour pouvoir tout transposer à l'écran, 10 à 20 % de son contenu sera gardé pour convenir avec le budget du film et des raisons pratiques. Malgré les nombreuses modifications, le film obtient des critiques positives, devenant le premier film à amasser plus de 900 millions de dollars de recettes dans le monde entier à sa sortie. Avec le succès du premier film, une suite est envisagée et les droits du second roman, venant alors à peine d'être commencé par Michael Crichton, sont achetés par Steven Spielberg, intéressé par un nouveau volet. David Koepp étant toujours au scénario. Il procède à des modifications, rajoute certains éléments du premier roman non adapté dans le premier film, et conserve une trame plus ou moins fidèle[C'est-à-dire ?] à l'intrigue de base malgré de nombreuses différences comme des chapitres et des personnages entièrement supprimés ou refaçonnés. Contrairement au premier opus, Le Monde Perdu : Jurassic Park rencontre un accueil critique mitigé[réf. nécessaire]. 
Un troisième volet, réalisée par Joe Johnston, est par la suite mise en chantier. Contrairement aux précédents opus, ce film n'est pas une adaptation d'un roman de Michael Crichton. L'équipe responsable du projet à la réalisation décide de créer une intrigue originale en rassemblant des idées des deux romans toujours inexploitées à l'écran pour un film censé être le dernier de la saga. Johnston désire utiliser un dinosaure alternatif au Tyrannosaurus rex, ce qui résultera par la mise en scène du Spinosaurus aegyptiacus, antagoniste principal du film.
Cependant, durant toute la réalisation, le film connut de nombreuses réécritures du script, les acteurs eux-mêmes se plaignant du tournage. Le film sort finalement en 2001, et bien qu'il soit un succès commercial, reçoit des critiques mitigées, voire négatives à son égard, et reste à ce jour considéré[Par qui ?] comme le moins bon de la série. Le souci principal mis en cause est l'absence de David Koepp et Spielberg dans l'équipe, seul Stan Winston et John Williams ayant participé au projet[réf. nécessaire].
Universal Pictures cherche par la suite à commencer la production d'un quatrième volet en 2004 pour une sortie au milieu de l'année 2005. Cependant, de nombreuses réécritures du script repousseront la date de sortie du film, suivie par la mort en 2008 de Stan Winston et de Michael Crichton,,. Leurs disparitions compromettent sérieusement le projet d'un quatrième volet et repousse à nouveau la sortie du film. 
Finalement, un film qui devrait lancer une toute nouvelle trilogie, sous le nom Jurassic World et se déroulant dans la continuité de la première est annoncé en 2013 avec Colin Trevorrow à la réalisation,. Le film sort en 2015, et est un succès à la fois commercial et critiques, bien que des reproches sur un possible sexisme et le manque d'exactitudes scientifique lui sont donnés. Le film bat plusieurs records au box-office, permettant la mise en chantier d'autres films. 
En avril 2014, Colin Trevorrow annonce que des suites de Jurassic World ont été discutées : « Nous voulions créer quelque chose d'un peu moins arbitraire et épisodique, qui pourrait éventuellement faire partie d'une série qui donnerait l'impression récit. »
Ainsi, en 2018 sort le second opus nommé Jurassic World: Fallen Kingdom, réalisé cette fois par Juan Antonio Bayona, connu pour le film L'Orphelinat (2007). Le film adapte, comme le précèdent film, des éléments des romans non retenus, dans un style plus proche du premier film et plus effrayant que les autres films, et prenant comme message la cause animale dans une intrigue où les dinosaures sont menacés par un volcan en activité et un complot impliquant un second hybride, l'Indoraptor, comme antagoniste principal. Le film reçoit un accueil positif et un succès commercial avec plus de 1 309 484 461 $ de recettes mondiales au total. 
Le troisième et dernier opus de la seconde trilogie, Jurassic World : Le Monde d'après, sort en 2022. Colin Trevorrow est à nouveau à la réalisation. Il fait suite à Jurassic World: Fallen Kingdom et au court-métrage Battle at Big Rock de Trevorrow, sorti en 2019. Le scénario est écrit par Emily Carmichael à partir d'une histoire imaginée par Derek Connolly.
Le premier film est ressorti en 3D au cinéma en 2013 pour son 20e anniversaire, ce qui lui permit de gagner une recette supplémentaire de 114 462 764 $, et de dépasser le milliard aux Box Office. En 2018, Jurassic Park est sélectionné pour la conservation aux National Film Registry du film par la National Film Preservation Board.

### Recettes mondiales
La franchise est l'une des plus rentables de tous les temps. Le premier film, avec un budget de 63 millions de dollars, et sorti le 11 juin 1993 (sorti US), fut le premier à amasser 900 millions de dollars à sa sortie, soit précisément 914 691 118 $ de recette mondiale (dont 357 067 947 $ en Amérique), juste devant E.T., l'extraterrestre pour être dépassé cinq ans plus tard par Titanic de James Cameron. En 2013, après sa ressortie en 3D dans le monde entier, le film gagne une recette supplémentaire de 114 462 764 $, devenant un des 17 films ayant dépassé la barre symbolique du milliard de dollars avec une recette s'élevant au total tous chiffres confondus à 1 029 153 882 $, soit le 15e mondial de tous les temps.
Le second film, avec un budget de 73 millions de dollars, et sortit le 23 mai 1997 (sortie US), fit 618 638 999 $ de recettes mondiales (dont 229 086 679 $ en Amérique) et le troisième, avec un budget de 93 millions de dollars, sorti le 18 juin 2001 (sortit US), fit 368 780 809 $ de recette mondiale (dont 181 171 875 $ en Amérique), ce dernier d'ailleurs, même s'il fut un succès commercial, compte les recettes les plus basses de la saga, tous films confondus.
Le quatrième film, avec un budget de 150 millions de dollars, sorti le 12 juin 2015, dépassa en seulement 13 jours le cap du milliard, en ayant réalisé le meilleur démarrage de l'histoire du cinéma avec 524,4 millions de dollars de recettes à travers le monde pour son premier week-end, dont 208,8 millions de dollars de recettes en Amérique du Nord, et totalisant 1 671 713 208 $ au total (dont 652 270 625 $ en Amérique), surpassant et détrônant le record de Fast and Furious 7 (1 511 726 205$) sorti la même année, qui avait mis 17 jours pour dépasser ce seuil avant d’être lui-même battu par Star Wars, épisode VII plus tard dans l'année, qui avait mis 12 jours pour atteindre le milliard.
Le cinquième film, avec 170 millions de dollars, sorti le 12 juin 2018, fit 1 309 484 461 $ de recettes mondiales (dont 417 719 760 $ en Amérique). Au total, actuellement, la franchise aura engendré 4 997 771 359 $ de recettes mondiales, tous films confondus.

## Séries télévisées et courts métrages

### Séries
Liste des séries mentionnées :
- Escape from Jurassic Park (1993) - série annulée ;
- Série non-nommée basée sur le film Le monde perdu : Jurassic Park de 1997 - série annulée ;
- Jurassic Park Chaos Effect (1997) - série annulée ;
- Jurassic World : La Colo du Crétacé (2020) ;
- Série en live-action inconnue.

Depuis la sortie du premier film, plusieurs idées et concepts furent réalisés et pensés pour l'élaboration de séries animées imaginées afin d'enrichir l'univers de la franchise et surfer sur le succès des films, mais aucune série ne fut finalement concrétisée à cause de nombreux facteurs, notamment certains scénarios et concepts eux-mêmes qui s'axaient beaucoup sur les manipulations génétiques, et qui basculaient dans les histoires de monstres en présentant des dinosaures mutants et autres. Ces séries furent ainsi annulées afin d'éviter par prévention les possibles répliques négatives du public et les fans. Finalement, jusqu'à présent, trois séries ont failli voir le jour. Cependant, après tant d'années, une série produite par Netflix sortira finalement au début des années 2020. Des courts métrages basés sur les jouets Lego de la franchise ont aussi vu le jour.
La première, qui devait s'intituler Escape from Jurassic Park (« S'échapper de Jurassic Park »), fut pensée par Universal secrètement à la suite de la sortie et du succès retentissant du premier film, et c'est à l’artiste William Stout, appelé par Will Meugniot qu’est revenu l’honneur de faire une proposition à Steven Spielberg, à mettre en chantier une suite sous forme de série télévisée animée, et présentant un mélange inédit d'animation traditionnelle et de 3D, et dont l'histoire devait se dérouler durant le premier film, dans une intrigue parallèle ou plus ou moins alternative,.
L'idée n'est pas approuvée par Spielberg, selon ses directives, et ne dépasse donc pas le stade de croquis. Finalement, seul quelque concepts-arts, réutilisé en cartes à collectionner offert avec les premiers comics et les premières gammes de jouets furent réalisés en travaux préparatoires de cette série ambitieuse qui ne vit jamais le jour. Au nombre de douze, les six premières présentent les personnages principaux tandis que les autres sont des storyboards sur des scènes de la série (deux montrant le personnage de Tim donner à manger à un bébé Hypsilophodon et à un petit pterodactylus nommé Pterry, une montrant celui de Lex fuir sous l'eau un Tylosaure, une montrant les deux enfants fuir en bateau un plésiosaure et une montrant le personnage de Grant essayant d'attraper au lasso un tricératops. Ce dernier concept fut posté par William Stout lui-même en hommage à Howard Hawks. Certain de ces concept furent posté par Stout en août 2015. Quatre autres concepts montrent les dinosaures sous plusieurs angles (un montrant le Compsognathus, un montrant le Geosternbergia et un montrant l'Apatosaure). La série devait être constituée d'une saison et possiblement d'une deuxième, où le scénario mettait en scène les méchants de BioSyn volant des œufs de dinosaures pour créer leur propre parc et devait se terminer par l'ouverture du parc au public, malgré le carnage du film original. En outre, le script de la série a aussi été publié sur le net. Sa révélation et son annulation est très connue et eu un grand impact sur les fans.
La seconde série, imaginée en même temps que le film et devant sortir à la même date, par Spielberg lui-même et en partenariat avec Dreamworks, fut pensé pour se dérouler sur Isla Sorna, le lieu d'action du deuxième film, et mettre en scène des humains luttant contre des dinosaures carnivores, comme en témoignent des storyboards montrant des vélociraptors attaquer des tricératops ou regarder au loin des habitations, un montrant un raptor sur un toit surveillant trois hommes, un montrant l'attaque d'un avion par des ptérosaures, et un avec un homme attaqué par un T-rex. Cependant, la série fut imaginée pour prendre une direction différente du second film en présentant des dinosaures génétiquement modifiés, voir plus des abominations, comme un T-rex géant à deux têtes nommé le Doomsday Rex, avec quatre bras, en guise d’antagoniste principal, ou encore un T-rex géant tricéphale dans un corps de limace avec des tentacules nommé le Cerberex, en présentant en plus des combats de dinosaures avec des robots géants. La série fut cependant annulée pour des raisons inconnues.
La troisième série, intitulée "Jurassic Park Chaos Effect", fut pensé peu après la précédente et fut imaginée pour suivre aussi l’influence laissé par le deuxième film. Se voulant comme la précédente une suite canonique, ou alors alternative au second film, l'histoire voulue par les scénaristes était de mettre en scène des dinosaures hybrides, comme l'Ultimatosaurus, conçu pour être le prédateur parfait, semant le chaos sur l’Île d'Isla Sorna, dont la création par des chercheurs n'était pas à but militaire comme on aurait pu l'imaginer, et dont la capture nécessitait la présence des personnages de Ian Malcom et de Roland Tembo, avec des moyens énormes comme des véhicules adaptés.
Mais la série, comme pour les deux premières, fut encore annulée.
Finalement en 2020, sort pour enfin officiellement la première série animé dérivés de la franchise, Jurassic World : La Colo du Crétacé,, en lien avec la seconde trilogie de la série de film, Jurassic World, et se déroulant officiellement dans la continuité même de la saga, réalisé par Spielberg et produit par Dreamwork, et qui sera diffusée sur la plateforme Netflix. L'histoire se situe au même moment que le film Jurassic World de Colin Trevorrow et suit les péripéties d'un groupe de six adolescents en train de réaliser l'une des attractions du second parc.
Des rumeurs sur cette possible série ont circulé début 2019 puis se sont concrétisés deux mois plus tard avec l'annonce officielle, début juin 2019. Un teaser montrant un Vélocirator (Delta?) sur décor de jungle qui finit par attaquer la caméra, disant que l'évolution vient tout juste de commencer, fut sorti et un poster montrant les protagonistes de dos devant une grande portes portant le nom de la série à également été divulgué. Prévue à la base pour août 2020, avec la possibilité d'avoir plusieurs saisons, Scott Kreamer et Lane Lueras ont été annoncés dans le projet de la série avec Spielberg, Marshall et Trevorrow, tandis que Zack Stentz serait conseiller-producteur.
En février 2020, une rumeur est divulguée par le site Geeks Worldwide qui voudrait qu'une série en live action soit en préparation, et qui se situerait dans la continuité du sixième film. Cela se confirme le 7 mars 2020, où la production de cette série est dévoilée alors que le tournage du sixième et dernier film de la franchise vient à peine de commencer,. La série, canonique avec les films, sera distribuée et produite par Amblin Television (fondée par Steven Spielberg) et produite par Justin Falvey et Darryl Frank. Le tournage aura lieu à Vancouver, au Canada, le même site de tournage que Jurassic World : Le Monde d'après.

### Courts métrages
Liste des courts métrages mentionnés :
- Lego Jurassic World : L'évasion de l'Indominus (2016) ;
- Lego Jurassic World : Employee Safety video (2016) ;
- Jurassic World : Rescue Blue/ Escape the Indoraptor (2018) ;
- Lego Jurassic World : L'Expo Secrète (2018) ;
- Lego Jurassic World: La légende d'Isla Nublar (2019) ;
- Battle at Big Rock (2019), par Colin Trevorrow.

Si la franchise n'a ainsi jamais eu de portage à la télévision avant, des courts métrages basés sur les gammes Lego de la franchise ont été réalisés à partir de 2016, la société étant connue aujourd’hui pour réaliser des jeux vidéo, dessins animés et films basés sur les franchises les plus illustres. Ici, l'histoire reprend les bases du film Jurassic World tout en proposant une histoire complètement différente et met en scène les personnages et les dinosaures des films version Lego, mélangeant humour et parodie. En octobre 2016, cinq courts épisodes d’une mini-série, « Lego Jurassic World : The Indominus Escape », sont ainsi successivement dévoilés sur YouTube, avant d’être regroupés en un film d’animation de 24 minutes (proposé en bonus dans certaines éditions DVD de Jurassic World), qui voit l'évasion de L'indominus Rex à la recherche de hot-dog et mettant même en scène des dinosaures avec le design de leur évolution finale du jeu Android « Jurassic World le jeu ». Le deuxième court-métrage "Lego Jurassic World : Employee Safety video", est également sorti. Lors de la promotion du cinquième film et de sa gamme de jouet Lego, un autre court-métrage (interactif) nommé "Jurassic World : Rescue Blue/ Escape the Indoraptor" est sorti reprenant certaines scènes du film. Un autre court-métrage, nommé L'Expo Secrète est sorti à la fin de 2018, et met en scène les personnages d'Owen et Claire devant rapporter trois nouveaux dinosaures, issus du second film de la nouvelle trilogie, au parc d'Isla Nublar. En février 2019, Lego a annoncé son intention de réaliser une mini-série animée dans 13 épisodes en courts métrages nommés « Lego Jurassic World: La légende d'Isla Nublar »,, dont la sortie se fit plus tard dans l'année, et l'action se situant trois ans après le dernier court métrage et avant le film de 2015, avec le neveu de Denis Nedry, Danny Nedermeyer, en saboteur du parc, cherchant un trésor. Milieu 2020, un nouveau court-métrage nommé "Lego Jurassic World Double Trouble" est annoncé; il met en scène Simon Masrani en rivalité avec son frère, Cédrix, récement élu à direction du parc alors que l'Indominus rex, ici bébé, sème la pagaille dans ce dernier accompagné de sa soeur (évoqué dans les films et bien vivante),.
La franchise aura d'autres courts métrages que ceux réalisés par la société Lego, en effet, au début de 2019, des rumeurs sur un court-métrage normal, le tout premier de la franchise au même titre que les séries, font états d'un titre nommé Battle at Big Rock. Vers fin mai 2019, deux jouets d'une prochaine nouvelle gamme de jouets, réalisé par Mattel, nommée Dino Rival (ou Dual Attack), représentant un Allosaurus et un Nasutocératops, nommé respectivement Dual Attack Allosaurus et Dual Attack Nasutocératops, avec un design nouveau, portent sur leur emballage la mention suivante : «Comme on le voit dans 'Battle at Big Rock' ». Le 10 septembre 2019, Treworrow rend public la date de sortie du court-métrage au 15 septembre 2019, avec un poster montrant une caravane au loin et un panneau indiquant de ne pas nourrir la faune avec le logo de la franchise, et sera diffusé sur FX puis mis en ligne peu après. L'intrigue et d'autres informations sont aussi révélés, ainsi, l'histoire, de moins de 8 minutes, se situe un an après les événements du cinquième film (comme dans la réalité), dans le parc national de Big Rock (celui en Californie), à 32 km du manoir Lockwood où furent relâchés les dinosaures, où une famille partie faire du camping (interprétée par les acteurs André Holland (Castle Rock, Moonlight), Natalie Martinez (Under The Dome), Melody Hurd et Pierson Salvador) fait face aux dinosaures mentionnés précédemment,. Le tournage fut fait en 5 jours en Irlande, et a pu bénéficier d'un animatronique pour la réalisation malgré le budget moins important que les films. Le court métrage fut scénarisé par Emily Carmichael, et est censé faire le lien entre le cinquième et le sixième film.

## Jeux vidéo
Concomitant à la sortie du premier film Jurassic Park, deux jeux vidéo sortent, l'un par Ocean Software pour PC et consoles Nintendo, le second, plus proche de la trame du roman que du film, par BlueSky Software pour les consoles SEGA. De nombreux jeux vidéo voient par la suite le jour, tous sortant dans la majorité sur la vague et/ou le thème d'un des films de la saga, sur plusieurs plateformes, dont des arcades. Certains jeux ne sont pas issus d'un des films en particulier.
Beaucoup aujourd’hui sont très populaires comme les tout premiers, ou encore The Lost World : Jurassic Park Arcade (1997), Le Monde perdu : Jurassic Park (1997), Jurassic Park: Operation Genesis (2003), Jurassic World Evolution (2018), Warpath: Jurassic Park (2000). Certains sont aussi connu cependant pour leur mauvaise qualité comme Jurassic Park: Trespasser (1998), dont le moteur du jeu était cependant très en avance à sa sortie. Le jeu, avec Jurassic Park: The Game (2011), sont les seuls jeux vidéo de la franchise à être officiellement canoniques avec la saga de film. 
En 2015 et 2018 sortent deux expériences VR, Jurassic World : Apatosaurus et Jurassic World : Blue, dont le dernier permet de savoir ce qui est arrivé à Blue après le film Jurassic World et peu avant le film Jurassic World: Fallen Kingdom.

## Comics
Depuis la sortie du premier film, plusieurs comics ont été publiés,,,,, respectivement par Topps Comics (TBP) de 1993 à 1997 et IDW à partir de 2010 à aujourd'hui. Cependant, contrairement aux autres adaptations de comics de l'époque, ceux-ci ont un accueil et un succès mitigé, soit à cause des dessins jugés médiocres mais comparables aux autres dessins des comics de chez Marvel ou DC à la même époque, et/ou des scénarios, qui vont parfois dans le surnaturel, jugés peu intéressants aux concepts réutilisés, même si certains comics explorent des thèmes plutôt intéressant, comme le niveau de conscience et d'intelligence des créatures et la présence de ces dernières sur le continent.
Les comics sortis jusqu'à présent sont les suivants :
- Jurassic Park (1993), 4 numéros : il s'agit tout simplement de l'adaptation du premier film, et de fait, le scénario reprend l'histoire du film à quelques variations près, étant basé sur une version non définitive du script[52] ;
- Jurassic Park 0 : il s'agit d'un numéro 0, par Walter Simonson et Gil Kane, puis réédité[52], composé de 2 courtes préquelles qui étoffent l'intrigue du premier films, nommé Genesis et Betrayal (ou The Bitte Bite of Betrayal). Les deux histoires sont aussi offertes avec The Complete Jurassic Park Graphic Novel ;
- Jurassic Park : Raptor (1993 à 1994), en trois parties, Raptor, Raptor Attack et Raptor Hijack : cette série en 3 actes[53], respectivement de deux, quatre et quatre numéros, propose une suite au premier film ;
- Raptor (2 numéros) ;
- Raptor Attack (4 numéros) ;
- Raptor Hijack (4 numéros) ;
- Jurassic Park Annual (1995), 1 numéro : Par Neil Barett Jr., Michael Golden, Renée Witterstaetter, Claud St. Aubin et Ed Murr, ce comics est constitué de deux histoires indépendantes, Death Lizards et Sneakers, la première se déroulant après le premier film et la seconde avant mais après les comics de Jurassic Park 0[54] ;
- Return to Jurassic Park (1995 à 1996), 9 numéros ;
- The Lost World Jurassic Park (1997), 4 numéros ;
- Jurassic Park Redemption (2010), 5 numéros ;
- Jurassic Park : Devils in the Desert (2011), 4 numéros ;
- Jurassic Park : Dangerous Games (mai 2011 à janvier 2012), 5 numéros.

Toutes les parties de chaque comics furent rassemblées en plusieurs seuls et même livres, en anthologies, sous les titres suivants :
- Jurassic Park : comics Jurassic Park, Numéro 1 à 4 ;
- The Lost World :  Jurassic Park : comics The Lost World : Jurassic Park, Numéro 1 à 4 ;
- Jurassic Park Vol 1 : Redemption : comics Jurassic Park Redemption, Numéro 1 à 5 (120 pages) ;
- Jurassic Park : Devils in the desert : comics Jurassic Park : Devils in the desert, Numéro 1 à 4 (104 pages) ;
- Jurassic Park : Dangerous Games : comics Jurassic Park : Dangerous Games, Numéro 1 à 5 (102 pages) ;
- Jurassic Classic vol 1 : comics Jurassic Park, Numéro 1 à 4 (104 pages) ;
- Jurassic Classic Vol 2 : Revenge of the Raptors : comics Jurassic Park, Numéro 0, Jurassic Park : Raptor, Numéro 1 à 2, Jurassic Park : Raptor Attack, Numéro 1 à 4 (192 pages) ;
- Jurassic Classic Vol 3 : Amazon Adventure! : comics Jurassic Park : Raptor Hijack, Numéro 1 à 4, Jurassic Park Annual, Numéro 1 (124 pages) ;
- Jurassic Classic Vol 4 : Return to Jurassic Park : comics Return to Jurassic Park, Numéro 1 à 4 (128 pages) ;
- Jurassic Classic Vol 5 : Return to Jurassic Park : comics Return to Jurassic Park, Numéro 5 à 9 (108 pages) ;
- Jurassic Classic Vol 6 : The Lost World : comics The Lost World : Jurassic Park, Numéro 1 à 4 (104 pages).

Motion comics
En novembre 2019 est publié, par la chaîne Jurassic World sur Youtube, et début avril 2020 en VF par la chaîne Universal Pictures France,,, pour la première fois de la franchise des motion comics (des comics animés, sans être des courts métrages classiques), d'environ 3 minute chacun, un mois seulement après la sortie du court-métrage Battle At Big Rock.

## Romans dérivés
Outre les deux romans originaux de Crichton, d'autres romans se situant dans la continuité des films et non dans celles des œuvres de l'auteur sont parus, trois par Scott Ciencin en 2001, et un par Tess Sharpe en 2018. Les premiers forment une série canonique dérivé de Jurassic Park 3 s'axant autour des personnages d'Alan Grant et d'Eric Kirby, et le dernier autour du personnage de Claire Dearing de la seconde trilogie de films. Actuellement, aucun des romans n'a cependant été traduit en français.

### Jurassic Park Adventure(2001-2002)
Publié peu après la sortie du troisième film, cette série est composée de trois romans, Jurassic Park Adventures: Survivor, Jurassic Park Adventures: Prey et Jurassic Park Adventures: Flyers, et décrit les événements se déroulant avant et après le film, mettant en scène les personnages apparus dans ce dernier.
- Jurassic Park Adventures: Survivor
- Jurassic Park Adventure: Prey
- Jurassic Park: Flyer

### L'évolution de Claire(2018)
Ce roman pour jeunes adultes, basé sur la trilogie Jurassic World et publié en même temps que la sortie de Jurassic World: Fallen Kingdom, le 26 juin 2018, est un spin-off, dont l'action se situe en 2004, juste avant l'ouverture du second parc sur Isla Nublar par Simon Masrani. Il s'axe autour du personnage de Claire, à l'époque, étudiante en première année d'université, lors de son stage d'été au parc et du parcours la menant à son statut vu dans le film de 2015. Le roman en entier est un grand flash-back, vu qu'il commence lorsque Claire revient de l'incident du parc en 2015 où elle est ensuite retournée dans sa ville natale à la demande de sa sœur Karen. Elle réfléchit ensuite sur sa vie avant d'être embauchée pour travailler à Jurassic World, en compagnie de sa colocataire Regina. Contrairement aux romans précédents, les événements décrits sont canoniques avec la saga. On y apprend plein d'information concernant le parc, notamment la création du Mosasaure. C'est le seul roman dérivé qui peut être considéré comme officiellement canonique.

## Livres dérivés
La franchise à également publié des livres dérivés, sous sa marque, dans une approche éducatif à destination des jeunes enfants à partir de 8 ans. Ces livres étant éducatifs, ce ne sont pas, contrairement aux autres romans dérivées et comics, des fictions. Leur but est de décrire et représenter les dinosaures le plus fidèlement possibles, comme ils l'étaient dans la réalité selon les connaissances actuelles de l'époque de publications des livres.
D'autres livres, voulue comme des manuels, ont été publiés pour promouvoir la sortie des films ou encore pour expliquer la science de l'univers et des difficultés de réaliser les mêmes choses dans la réalité. Actuellement, aucun de ces livres, que ce soit ceux éducatifs ou autres, n'a eu de traduction française, étant uniquement sortis aux Etats-Unis.

### Livres éducatifs

#### Jurassic Park (série de livres)
Sortit en 1993, soit la date de sortie du tout premier film, cette première série de livres pour enfant fut vendue pour la première fois dans des stations-services au Canada. Elles fournissent notamment des faits sur les dinosaures présentés dans le film tout en récapitulant certaines scènes du film, en passant de leurs incohérences, des faits paléontologiques réelles ainsi que des libertés volontaires présents dans le film. Huit tomes sont sortis, leurs titres sont :
- Le Tyrannosaurus rex ;
- Le Tricératops ;
- Le Dilophosaure ;
- Le Vélociraptor ;
- Le brachiosaurus ;
- Le Gallimimus ;
- La Science ;
- La grande aventure.

#### SérieJurassic Park institute
Une série de quatre livres fut publiée sous la direction du site The Jurassic Park Institute.  Chaque livre contient une dissémination scientifique est faite sur le débat paléontologique passionné[pas clair] sur les habitudes des dinosaures. Elle comprend :
- Le Guide de terrain de dinosaure (voir sous-section suivante) ;
- T-Rex : Chasseur ou charognard ?
- L'ivre d'autocollants Dino ;
- Les dinosaures sont-ils des oiseaux ?

Dinosaurs Field Guide (Jurassic Park Institute : Dinosaures - Le Guide, 2001)
Paru en 2001 et produit par le site Jurassic Park Institute (et étant le premier livre de la série Jurassic Park Institute), le livre Dinosaur Field Guide est une introduction générale sur les dinosaures ainsi que sur l'histoire de la terre. Le livre fut écrit par le Dr Thomas R. Holtz et le Dr Michael Brett-Surman ainsi que par Robert Walters en tant qu'illustrateur.
Jurassic World Dinosaur Field Guide (Jurassic World : Dinosaures - Le Guide, 2015)
Paru la même année que le quatrième film, portant d'ailleurs la marque de la seconde trilogie, ce livre et en fait une réécriture du premier sorti en 2001. Il reprend ainsi toutes les espèces présentent dans le premier livre, en plus de nouvelles, toute en apportant des précisions ainsi que des ajustements sur les connaissances actuelles des créatures depuis le premier livre. En tout, plus de 100 dinosaures sont présentés dans ce livre. Il a aussi été écrit et réalisé par les mêmes auteurs et illustrateur que le premier livre. Le livre est publié par Random House dans la catégorie des livres pour jeunes lecteurs.

#### Livres de coloriage
Jurassic World Adult Coloring Book
Publié le 9 avril 2019, ce livre est un simple livre de coloriage de 96 pages et publié par Dark Horse Comics qui présente quarante-cinq images originales au trait illustrant les environnements et dinosaures du quatrième et cinquième film.
Jurassic Park Adult Coloring Book
Également sorti le 9 avril 2019, ce livre est également un livre de coloriage d'environ 45 pages et aussi publié par Dark Horse Comics qui reprend des illustrations du premier film.
Jurassic World: Fallen Kingdom Adult Coloring Book
Un autre livre de coloriage édité et publié par Dark Horse Comics reprenant des illustrations du cinquième film sorti le 14 mai 2019.

### Livres manuels
Des livres voulus comme des manuels sérieux décrivant les méthodes de travail ou les choix à faire en survie dans l'univers des deux premiers films de la seconde trilogie. Prenant le parti de décrire le background des films de 2015 et 2018, ces livres furent réalisés pour promouvoir la sortie du cinquième film. De fait, ils abandonnent l'aspect éducatifs et, étant pour promouvoir les films, se permettent d'êtres vague sur certains points et de prendre quelque liberté. Bien que le premier livre sorti puisse être intégré dans la chronologie des films, les deux livres publiés ne sont pas à considérer comme canon pour les films vu qu'il restent de simples marchandise promotionnelles pour accompagner la sortie du film de 2018.
Jurassic World: Fallen Kingdom : Le Guide de survie (Jurassic World: Fallen Kingdom Survival Guide, 2018)
Paru le 8 mai 2018, écrit par l'auteur David Lewman publié par Random House, ce Guide de survie de 80 pages est voulu comme guide préparé pour la mission de sauvetage des dinosaures d'Isla Nublar par les protagonistes du film de 2018 décrivant les différents aspects à prendre en compte et les mesures de sécurité à suivre durant la mission,.
Manuel des employés de Jurassic World (Jurassic World Employee Handbook, 2018)
Paru le 15 mai 2018, écrit par Gina Gold et publié par Studio Fun, le Manuel des employés de Jurassic World ("Jurassic World Employee Handbook") est un livre de 96 pages voulu comme qu'un employeur donnerait à un employé concernant les règles et réglementations de son lieu de travail, comme dans la réalité, pour le parc Jurassic World,.

### Livres scientifiques
Dans la même idée que les livres éducatifs mais de manière plus complexe, scientifique et pour un public plus mature, des livres reprenant et décrivant les éléments scientifiques clés des films mais de manière réaliste racontent notamment la difficulté de ramener à la vie des espèces disparue. Ils sont sortis sous la marque de la franchise.

#### La Science de Jurassic Park et le monde perdu ou comment construire un dinosaure(1997)
Appelé aussi La science de Jurassic Park : comment fabriquer un dinosaure ouComment fabriquer un Dinosaure : la Science de Jurassic Park, ce livre écrit par Rob DeSalle et David Lindley et publié en 1997 traite de manière détaillée toutes les étapes du processus de clonage des dinosaures qui est montré dans les médias de Jurassic Park, parfois de manière spéculative, ainsi que de la difficulté réelle à réaliser cette procédure. Il discute également de la précision de l'utilisation par Malcolm de la théorie du Chaos.

#### La Science de Michael Crichton (2008)
La Science de Michael Crichton, est un livre écrit par Sandy Becker et édité par Kevin R. Grazier.

## Spectacle enlive-action
La franchise a créé en septembre 2019 un spectacle itinérant en live-action, Jurassic World: Live Tour, le premier dérivé de la franchise, qui utilisent des animatroniques et des vrais acteurs dans des décors et des mises en scènes au milieu d'une grande salle de spectacle[réf. nécessaire].

## Expositions

### Les dinosaures de Jurassic Park
La toute première exposition dérivée de la franchise fut l'exposition "Les Dinosaures de Jurassic Park", une exposition itinérante basée sur le premier film, qui s'est déroulée de 1993 à 1997 de laisser place à une version mise à jour intitulée "Les dinosaures de Jurassic Park: le monde perdu" pour coïncider avec la sortie du second film en 1997. Elle présente au public les éléments qu'on peut voir dans le premier film tel quels.
Deux histoires différentes sont donnés sur la façon dont l'expo a été créée. La première révèle que c'est Peter May, un maquettiste qui a créé les répliques de dinosaures à l'intérieur du Centre des visiteurs du film, a suggéré au réalisateur du film, Steven Spielberg, l'idée de créer une exposition basée sur le film. May a rappelé que Spielberg avait autorisé cette exposition proposée tant qu'elle était "sous la bannière d'une organisation à but non lucratif" et que les bénéfices allaient au domaine scientifique de la paléontologie. Ainsi, les bénéfices sont allés à deux organisations appelées la Dinosaur Society et l'American Museum of Natural History. La seconde est celui du conseiller du film Don Lessem, qui était également le fondateur de la Dinosaur Society. Après la fin du tournage pour Jurassic Park, Lessem a demandé au réalisateur Steven Spielberg ce qu'il fallait faire avec les accessoires restants utilisés dans le film, à quoi Steven a répondu "Je ne sais pas. Tu le veux?" Lessem a alors eu l'idée de créer l'exposition en tant que fiducie caritative avec des bénéfices allant à la Dinosaur Society pour financer des expéditions paléontologiques du monde entier. Il a ensuite enrôlé l'assistant de Speilberg pour obtenir la permission d'utiliser des accessoires du film pour une exposition, ce qu'il a fait. 
L'exposition a été inaugurée en même temps que le film à l'American Museum of Natural History et mettait en vedette des dinosaures du film tels que le Tyrannosaurus rex, le Velociraptor, le Brachiosaurus et Struthiomimus, qui ont (pour une raison inconnue) remplacés les Gallimimus du film.

### Les dinosaures de Jurassic Park: le monde perdu
La seconde exposition à voir le jour fut "Les dinosaures de Jurassic Park: le monde perdu", basé sur le second film et succédant à la première exposition, produite par Dinosaur Exhibitions, LLC sous la direction de Don Lessem. Elle s'est déroulée de 1997 à 2002 environ. Elle présente au public les éléments qu'on peut voir dans le second film tel quels.
L'exposition fut réalisée et présentée comme la première, c'est-à-dire qu'elle présentait des décors et des accessoires du premier et du second film ainsi que des story-boards, des concept-arts et des photos de production de ces derniers. D'autres éléments liés aux films étaient des répliques des dinosaures conçus par le Stan Winston Studio, y compris des Velociraptors mâles et femelles, le bébé T-rex du film, le Triceratops qui à renverser la tente de Peter Ludlow, le bébé Stegosaure, des Pachycephalosaurus, des Dilophosaurus , des Brachiosaurus et plusieurs Compsognathus. Ces répliques de dinosaures ont été créées par le Research Casting International qui a créé les squelettes vus dans le Centre des visiteurs du premier film.  Plus tard, durant la tournée, le Stegosaurus a été retiré parce qu'il a été endommagé lors d'un accident de la circulation pendant son transport et s'est effondré sur un travailleur lors de son assemblage. Un des modèles notables de l'exposition était un Mamenchisaurus de 72 pieds de long qui a été placé à l'extérieur des musées et qui abritaient la visite, c'était à l'époque la plus grande reconstruction étoffée d'un dinosaure jamais construite. 
L'exposition a également présenté des squelettes répliques des dinosaures suivants (bien qu'ils n'apparaissent pas dans les deux films) : Herrerasaurus, Eoraptor , Coelophysis, Plateosaurus, bellusaurus, Monolophosaurus, Tuojiangosaurus , un jeune Allosaurus, un jeune Camarasaurus, Giganotosaurus, Tarbosaurus, un jeune Albertosaurus , Thescelosaurus et Stegoceras.

### Jurassic Park Institut Tour (2002-2003)
En 2001, Universal Studios et Amblin Entertainment crée Jurassic Park Institut, un programme éducatif se voulant factuel et scientifiquement précis sur le thème des dinosaures. Il comprend notamment dans un premier temps un site web, qui présente des informations et nouvelles, dont des éditoriaux de paléontologues, ainsi que plusieurs jeux et activités en lien avec le thème des dinosaures. 
Des expositions itinérantes sur les dinosaures sont par la suite lançées en 2002, dont l'une d'elles se situe au Japon sous le nom de Jurassic Park Institut Tour. Conçue par Nakashima International et Thinkwell Group (en), l'exposition présente aux visiteurs la paléontologie, l'archéologie et des découvertes sur les dinosaures en utilisant la franchise Jurassic Park comme support de divertissement. Il y était possible d'acheter le jeu vidéo Jurassic Park Institute Tour: Dinosaur Rescue, uniquement disponible lors de cet événèment, .
En 2005, l'exposition reçue le prix THEA de l'association Themed Entertainment Association (TEA).

### Jurassic World: L'exposition (2016-2017)
Une exposition basée sur le film de 2015 nommé Jurasic World : L'exposition (Jurassic World : The Exibition) vit le jour en 2015-2016. Utilisant des dinosaures en animatroniques, ces deniers créés par la même société australienne, Creature Technology Company, qui avait déjà créé les ceux du  spectacle sur scène Walking With Dinosaurs: The Arena Spectacular précédemment, elle fut d'abord hébergée au Melbourne Museum du 19 mars 2016 au 9 octobre de la même année. Par la suite, elle a eu lieu à l'Institut Franklin du 25 novembre 2016 au 23 avril 2017.

## Parcs de loisirs
Plusieurs attractions fondées sur la franchise ont vu le jour dans les parcs Universal. L'une de ces attractions se nomme Jurassic Park: The Ride. Conçue selon les directives de Steven Spielberg, elle a ouvert pour la première fois à Universal Studios Hollywood le 21 juin 1996, puis à Universal's Islands of Adventure en 1999 et enfin à Universal Studios Japan le 31 mars 2001. En 2018, la première version d'Hollywood a fermé ses portes et a été remplacée par une nouvelle attraction basée sur la seconde trilogie, nommée Jurassic World : The Ride ouverte en juillet 2019. Une quatrième attraction, d'un type différend, nommée Jurassic Park Rapids Adventure, se situe à Universal Studios Singapore (2010). Une cinquième version de l'attraction est en cours de construction et devrait ouvrir en 2021 à Pékin à l'Universal Beijing.
Les trois premières versions de l'attraction sont toutes dans une zone des parcs consacrée à l'univers de la franchise, avec des boutiques et des attractions en lien avec le thème de la zone.
Une zone Jurassic Park était prévue dans un parc en Europe au début des années 1990. Cependant, le projet, influencé par les déboires d'Euro Disney Resort, fut annulé. Une autre attraction de la licence était également prévue pour Universal Studios Dubailand, avec une esthétique inédite. D'autres type d'attractions furent aussi proposées comme une montagne russe nommé Raptor Racer en 2001, soit 2 ans après la construction de la zone Jurassic Park à Orlando et inspirée par l'attraction Cyclone Racer qui était située sur la plage de Long Beach en Californie entre 1930 et 1968.
Lors des Halloween Horror Nights (en) des parcs Universal, les zones fondées sur la franchise sont modifiées pour l'évènement.
En avril 2023, et jusqu'à juillet 2023, le parc d'attractions de miniatures animées Mini World Lyon propose un parcours Jurassic Tour ainsi qu'une salle consacrée aux dinosaures de Jurassic Park et de Jurassic World,.

## Propriété intellectuelle
La propriété intellectuelle de la franchise appartient à Universal Pictures et à Amblin Entertainment.

## Hommage
En hommage à Michael Crichton, mort en 2008, à 66 ans, des suites d'une longue maladie, un dinosaure de la famille des Ankylosauridae, le Crichtonsaurus, a été nommé en son honneur.
Une autre créature préhistorique, un ptérosaure, le Coloborhynchus, a, en nomenclature biologique, où il est accepté que le nom binominal d'une espèce soit choisi en l'honneur d'une personne, été nommé Coloborhynchus Spielbergi, d’après Steven Spielberg.
Aussi, une autre créature a aussi été nommée en hommage à la franchise, mais de manière plus singulière. En effet, un ankylosaurien, le Tianchisaurus, dont le spécimen type a été officieusement appelé " Jurassosaurus " après le film 1993, a obtenu le nom d'espèce épithète nedegoapeferima, qui est formée à partir des noms des principales stars du premier film: Sam Neill , Laura Dern , Jeff Goldblum , Richard Attenborough , Bob Peck , Martin Ferrero , Ariana Richards et Joseph Mazzello. En outre, c'est Steven Spielberg, qui a financé de la recherche des dinosaures chinois, qui a proposé le nom. Dong Zhiming, un éminent paléontologue, a finalement jeté le nom du genre « Jurassosaurus » (qui est maintenant un nomen nudum) en faveur de Tianchisaurus, mais a conservé le nom de l'espèce en l'honneur des acteurs.